# Anastatus pentatomidivorus
Anastatus pentatomidivorus is een vliesvleugelig insect uit de familie Eupelmidae. De wetenschappelijke naam is voor het eerst geldig gepubliceerd in 1915 door Girault.